# Visnums stormosse
Visnums stormosse este o arie protejată (arie specială de conservare — SAC, sit de importanță comunitară — SCI) din Suedia întinsă pe o suprafață de 274,2 ha, integral pe uscat.

## Localizare
Centrul sitului Visnums stormosse este situat la coordonatele 59°08′28″N 14°07′56″E / 59.141°N 14.1322°E.

## Înființare
Situl Visnums stormosse a fost declarat sit de importanță comunitară în ianuarie 2002 pentru a proteja un număr necunoscut de specii din flora spontană și fauna sălbatică aflate în arealul zonei. Situl a fost protejat și ca arie specială de conservare în martie 2011.

## Biodiversitate
Situată în ecoregiunea boreală, aria protejată conține 2 habitate naturale: Turbării active, Mlaștini turboase de tranziție și turbării mișcătoare.
La baza desemnării sitului se află un număr nedeclarat de specii protejate.